# 李凯 (科学家)
李凯（1954年—），男，美籍华人，毕业于吉林大学、中国科学技术大学、耶鲁大学。美国国家工程院院士。現職普林斯頓大學计算机系终身教授，為分布式共享存储处理机研究的權威。

## 生平
1954年出生，从小喜欢动手製作。16岁初中毕业，之后进入长春第二有色金属冶炼厂当了一名工人，2年后离开。1973年，大学招考工农兵大学生，他进入吉林大学计算机系学习。1977毕业后又考取了中国科学技术大学研究生院。1981年从中国科学技术大学研究生院毕业后，获得耶鲁大学和伊利诺伊大学香槟分校等校的全奖录取通知书。1981年夏天进入美国耶鲁大学学习，1983年获得计算机科学硕士学位，之后师从世界上第一个“图灵奖”获得者艾伦·佩利斯攻读博士学位，1986年获博士学位，博士论文主要论及“计算机分布式共享内存思想”（英語：Distributed Shared Memory, DSM）。毕业后任教于普林斯顿大学，并成为该校计算机系终身教授。2001年合伙在美国硅谷共同建立了（英語：Data Domain）公司，研制出世界上第一款商用重复数据删除产品，后来被易安信公司（EMC）收购。

## 荣誉
2012年2月8日当选美国国家工程院院士。

## 外部連結
- 普林斯頓大學上的個人履歷 （页面存档备份，存于）